# Cánace

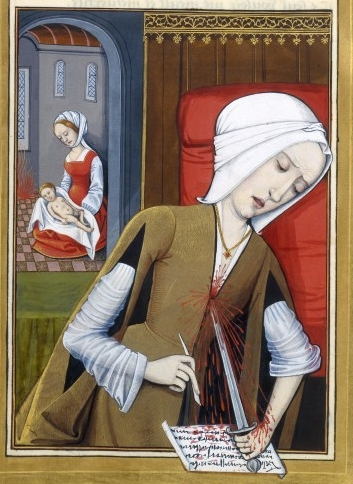
El suicidio de Cánace. Miniatura para la traducción de Octavien de Saint-Gelais (1496 - 1498) de las Heroidas de Ovidio.

En la mitología griega, Cánace o Cánaque (Κανάκη) es el nombre de una heroína de cuya historia hay dos versiones, pero en ambas es el mismo personaje: una hija de Eolo. La versión homérica, más trágica, nos dice que cometió incesto con uno de sus hermanos. En cambio, la versión hesiódica la imagina como una amante de Poseidón y madre de una célebre estirpe de Eólidas.

### Cánace, amante de Macareo
La versión más célebre de Cánace, que nos ofrece Homero y los poetas latinos, la hacía hija de Eolo, señor de los vientos, y de su esposa Anfítea. Cánace se enamoró de su hermano Macareo, y tuvo con él un hijo, pues desconocían que el incesto era cosa prohibida para los mortales. Cuando su padre descubrió el incesto, quiso echar a su nieto a los perros, y envió a Cánace una espada con la que ella se suicidó. Esta versión fue inspirada en la tragedia perdida Eolo de Eurípides. 
Macareo logró huir a tiempo del castigo de su padre, y se refugió en el santuario de Delfos. 
Esta historia es una de las que componen las Heroidas de Ovidio.
Sperone Speroni usó este relato para escribir su famosa obra Canace en 1588.

### Cánace, amante de Poseidón
En la versión que nos ofrecen el Catálogo de mujeres y la Biblioteca, Cánace es una de las hijas de Eolo, hijo de Helén. Según Apolodoro, sus hermanos fueron Atamante, Creteo, Deyoneo, Perieres, Salmoneo, Sísifo y Magnes, mientras que sus hermanas eran Alcíone, Cálice, Pisídice y Perimede; pero otros autores añaden a la lista a Tanagra.
Con Poseidón, Cánace fue la madre de Aloeo, Epopeo, Hopleo, Nireo y Tríopas. Poseidón no solo gozó de Cánace sino también de varias mujeres descendientes de Cánace, como Ifimedea y Mestra.